# Dildar Atmaca
Dildar Atmaca (* 17. Oktober 2002 in Bielefeld) ist ein deutscher Fußballspieler kurdischer Abstammung.

## Karriere
Der Stürmer begann seine Karriere in der Nachwuchsabteilung vom FC Preußen Espelkamp, bevor er über Hannover 96 im Jahre 2015 zu Arminia Bielefeld wechselte. Für die Arminia absolvierte er 22 Spiele in der B-Junioren-Bundesliga, in denen er neun Tore erzielte, sowie 23 Spiele in der A-Junioren-Bundesliga, bei denen ihm vier Treffer gelangen. Als A-Jugendlicher fungierte er als Mannschaftskapitän.
Zur Saison 2021/22 wechselte Atmaca zum Drittligisten Würzburger Kickers, bei dem er seinen ersten Profivertrag unterschrieb. Beim Absteiger konnte er sich jedoch nicht durchsetzen und kam nur auf zehn Drittligaeinsätze, in denen er zweimal in der Startelf stand. Die Mannschaft stieg zum zweiten Mal in Folge ab, woraufhin er den Verein verließ.
Nachdem er bei einem Probetraining beim Halleschen FC durchfiel unterschrieb Atmaca im September 2022 beim Regionalligisten Preußen Münster. Zur Saison 2022/23 stieg Münster in die 3. Liga auf, Atmaca blieb jedoch in der Regionalliga West, indem er sich dem 1. FC Bocholt anschloss. Nach einer Schulteroperation im Dezember 2023 kam er Rückrunde nur noch selten zum Einsatz. Sein auslaufender Vertrag wurde daher nicht verlängert und er wechselte im Sommer 2024 zum Ligarivalen Wuppertaler SV.